# Sorelle (s)fortunate
Sorelle (s)fortunate (Las hermanas fantásticas) è un film del 2024 diretto da Fabiana Tiscornia.

## Trama
Dopo la perdita del padre due sorelle che non si conoscono trovano inaspettatamente dietro un muro il suo patrimonio. Si chiederanno se tenerlo o meno.

## Distribuzione
Il film è stato distribuito sulla piattaforma Netflix il 30 agosto 2024.